# Brainfuck
Brainfuck (англ. brain+fuck, укр. мозкоїб) — езотерична мова програмування, вигадана Урбаном Мюллером з метою забави. Складається з восьми команд, кожна з яких записується одним символом. Вихідний код програми на Brainfuck є послідовністю символів мови без жодного синтаксису.
Машина, якою керують команди Brainfuck, складається з упорядкованого набору комірок і покажчика поточної комірки, нагадуючи стрічку і голівку машини Тюринга. Крім того, в апараті наявний механізм взаємодії із зовнішнім світом (див. команди ,, .).

## Команди мови
8 команд мови Brainfuck
> — перейти до наступної комірки
< — перейти до попередньої комірки
+ — збільшити значення в поточній комірці на 1
- — зменшити значення в поточній комірці на 1
. — надрукувати значення поточної комірки
, — ввести ззовні значення і зберегти в поточну комірку
[ — якщо значення поточної комірки — нуль, перейти вперед по тексту програми до ] з урахуванням вкладеності
] — якщо значення поточної комірки не нуль, перейти назад по тексту програми до [ з урахуванням вкладеності
Попри зовнішню примітивність, мова Brainfuck з нескінченним набором комірок є повною за Тюрингом, але це зовсім не значить, що вона не поступається можливостями іншим сучасним мовам, подібним до C, Паскалю або Java, бо повнота за Тюрингом гарантує лише можливість зробити будь-яке числення, а є й ще інші аспекти, такі як багатонитковість, робота з пам'яттю тощо.
Brainfuck підходить для експериментів з генетичного програмування, що обумовлено простотою синтаксису, і, відповідно, генерації вихідного коду.
У «класичному» варіанті, що описаний Мюллером, розмір комірки — один байт, кількість комірок — 30 000.
У початковому стані покажчик розміщений в крайній лівій позиції, а всі комірки заповнені нулями. Збільшення/зменшення значень комірок відбувається за модулем 256. Введення та виведення також відбувається побайтово, з урахуванням кодування ASCII (тобто в результаті операції введення , символ 1 буде записаний у поточній комірці як число 0x31, а операція виведення ., виконана над коміркою, що містить 0x41, надрукує латинську А). В інших варіантах мови розмір і кількість комірок можуть бути іншими (більшими). Існують версії, де значення комірок не є цілочисельним (із рухомою комою).

### Порівняння команд з мовою С
| Команди Brainfuck  | Еквівалент у C                      |
| ------------------ | ----------------------------------- |
| (Початок програми) | char array[30000]; char *ptr=array; |
| >                  | ++ptr;                              |
| <                  | --ptr;                              |
| +                  | ++*ptr;                             |
| -                  | --*ptr;                             |
| .                  | putchar(*ptr);                      |
| ,                  | *ptr=getchar();                     |
| [                  | while (*ptr) {                      |
| ]                  | }                                   |

## Приклад програми
Код програми, що виводить «Hello World!»:
```
++++++++++
[
>
+++++++
>
++++++++++
>
+++
><<<<
-
]
>
++
.
>
+
.
+++++++
..
+++
.
>
++
.
<<
+++++++++++++++
.
>
.
+++
.
------
.
--------
.
>
+
.
>
.

```

Розбір програми:
| Підготовка у пам'яті (із комірки 1) масиву значень, близьких до ASCII-кодів символів, котрі необхідно вивести (70, 100, 30, 10) через повторення 10 разів збільшення комірок на 7, 10, 3 та 1 відповідно |                    |                                                                            |
| | ++++++++++         | присвоювання комірці 0 (лічильнику) значення 10                            |
| | [                  | повторювати, доки значення поточної комірки (комірки 0) більше нуля        |
| | >+++++++           | збільшення комірки 1 на 7                                                  |
| | >++++++++++        | збільшення комірки 2 на 10                                                 |
| | >+++               | збільшення комірки 3 на 3                                                  |
| | >+                 | збільшення комірки 4 на 1                                                  |
| | <<<<-              | повернення до комірки 0 (лічильника), і його зменшення на 1                |
| | ]                  | повернутися до початку циклу                                               |
| Отримання кодів букв та їх вивід: |                    |                                                                            |
| | >++.               | Вивід «Н». Отримання коду «H» (72) із 70 у комірці 1 і вивід               |
| | >+.                | Вивід «e». Отримання коду «e» (101) із 100 у комірці 2 і вивід             |
| | +++++++..          | Вивід «ll». Отримання коду «l» (108) із 101 у комірці 2 і вивід двічі      |
| | +++.               | Вивід «o». Отримання коду «o» (111) із 108 у комірці 2 і вивід             |
| | >++.               | Вивід пробілу. Отримання коду пробілу (32) із 30 у комірці 3 і вивід       |
| | <<+++++++++++++++. | Вивід «W». Отримання коду «W» (87) із 72 у комірці 1 і вивід               |
| | >.                 | Вивід «o». Код «o» (111) вже знаходиться у комірці 2, просто його виводимо |
| | +++.               | Вивід «r». Отримання коду «r» (114) із 111 у комірці 2 і вивід             |
| | ------.            | Вивід «l». Отримання коду «l» (108) із 114 у комірці 2 і вивід             |
| | --------.          | Вивід «d». Отримання коду «d» (100) із 108 у комірці 2 і вивід             |
| | >+.                | Вивід «!». Отримання коду «!» (33) із 32 у комірці 3 і вивід               |
| | >.                 | Вивід коду переводу рядка (10) із комірки 4                                |

## Приклади інтерпретаторів Brainfuck

### Інтерпретатор мовоюC++
```
#include
 
<fstream>

#include
 
<iostream>

#include
 
<vector>

using
 
namespace
 
std
;

static
 
char
 
cpu
[
30000
];

int
 
main
(
int
 
argc
,
 
char
 
**
argv
)
 
{

  
vector
<
char
>
 
acc
;

  
char
 
ch
;

  
ifstream
 
infile
(
argv
[
1
]);

  
while
 
(
infile
)
 
{

    
infile
.
get
(
ch
);

    
acc
.
push_back
(
ch
);

  
}

  
infile
.
close
();

  
unsigned
 
int
 
j
 
=
 
0
;

  
int
 
brc
 
=
 
0
;

  
for
 
(
int
 
i
 
=
 
0
;
 
i
 
<
 
acc
.
size
();
 
++
i
)
 
{

    
if
 
(
acc
[
i
]
 
==
 
'>'
)
 
j
++
;

    
if
 
(
acc
[
i
]
 
==
 
'<'
)
 
j
--
;

    
if
 
(
acc
[
i
]
 
==
 
'+'
)
 
cpu
[
j
]
++
;

    
if
 
(
acc
[
i
]
 
==
 
'-'
)
 
cpu
[
j
]
--
;

    
if
 
(
acc
[
i
]
 
==
 
'.'
)
 
cout
 
<<
 
cpu
[
j
];

    
if
 
(
acc
[
i
]
 
==
 
','
)
 
cin
 
>>
 
cpu
[
j
];

    
if
 
(
acc
[
i
]
 
==
 
'['
)
 
{

      
if
 
(
!
cpu
[
j
])
 
{

        
++
brc
;

        
while
 
(
brc
)
 
{

          
++
i
;

          
if
 
(
acc
[
i
]
 
==
 
'['
)

            
++
brc
;

          
if
 
(
acc
[
i
]
 
==
 
']'
)

            
--
brc
;

        
}

      
}
 
else
 
continue
;

    
}
 
else
 
if
 
(
acc
[
i
]
 
==
 
']'
)
 
{

      
if
 
(
!
cpu
[
j
])
 
continue
;

      
else
 
{

        
if
 
(
acc
[
i
]
 
==
 
']'
)
 
brc
++
;

        
while
 
(
brc
)
 
{

          
--
i
;

          
if
 
(
acc
[
i
]
 
==
 
'['
)
 
brc
--
;

          
if
 
(
acc
[
i
]
 
==
 
']'
)
 
brc
++
;

        
}

        
--
i
;

      
}

    
}

  
}

}

```

### Інтерпретатор мовоюPython
```
def
 
block
(
code
):

    
opened
 
=
 
[]

    
blocks
 
=
 
{}

    
for
 
i
 
in
 
range
(
len
(
code
)):

        
if
 
code
[
i
]
 
==
 
'['
:

            
opened
.
append
(
i
)

        
elif
 
code
[
i
]
 
==
 
']'
:

            
blocks
[
i
]
 
=
 
opened
[
-
1
]

            
blocks
[
opened
.
pop
()]
 
=
 
i

    
return
 
blocks

def
 
parse
(
code
):

    
return
 
''
.
join
(
c
 
for
 
c
 
in
 
code
 
if
 
c
 
in
 
'><+-.,[]'
)

def
 
run
(
code
):

    
code
 
=
 
parse
(
code
)

    
x
 
=
 
i
 
=
 
0

    
bf
 
=
 
{
0
:
 
0
}

    
blocks
 
=
 
block
(
code
)

    
l
 
=
 
len
(
code
)

    
while
 
i
 
<
 
l
:

        
sym
 
=
 
code
[
i
]

        
if
 
sym
 
==
 
'>'
:

            
x
 
+=
 
1

            
bf
.
setdefault
(
x
,
 
0
)

        
elif
 
sym
 
==
 
'<'
:

            
x
 
-=
 
1

        
elif
 
sym
 
==
 
'+'
:

            
bf
[
x
]
 
+=
 
1

        
elif
 
sym
 
==
 
'-'
:

            
bf
[
x
]
 
-=
 
1

        
elif
 
sym
 
==
 
'.'
:

            
print
(
chr
(
bf
[
x
]),
 
end
=
''
)

        
elif
 
sym
 
==
 
','
:

            
bf
[
x
]
 
=
 
int
(
input
(
'Input: '
))

        
elif
 
sym
 
==
 
'['
:

            
if
 
not
 
bf
[
x
]:
 
i
 
=
 
blocks
[
i
]

        
elif
 
sym
 
==
 
']'
:

            
if
 
bf
[
x
]:
 
i
 
=
 
blocks
[
i
]

        
i
 
+=
 
1

code
 
=
 
input
()

run
(
code
)

```

### Інтерпретатор мовою C
```
#include
 
<stdio.h>

#define RAM 8

unsigned
 
char
 
cell
[
RAM
];

char
 
ptr
 
=
 
0
;

void
 
main
(
int
 
argc
,
 
char
 
*
argv
[])
 
{

  
FILE
 
*
prg
;

  
if
 
((
prg
 
=
 
fopen
(
argv
[
1
],
 
"rb"
))
 
==
 
NULL
)

    
return
;

  
// INIT

  
char
 
com
;

  
while
 
((
com
 
=
 
(
char
)
getc
(
prg
))
 
!=
 
EOF
)
 
{

    
switch
 
(
com
)
 
{

    
case
 
'>'
:

      
ptr
++
;

      
if
 
(
ptr
 
>=
 
RAM
)

        
ptr
--
;

      
break
;

    
case
 
'<'
:

      
ptr
--
;

      
if
 
(
ptr
 
<
 
0
)

        
ptr
++
;

      
break
;

    
case
 
'+'
:

      
cell
[
ptr
]
++
;

      
break
;

    
case
 
'-'
:

      
cell
[
ptr
]
--
;

      
break
;

    
case
 
'.'
:

      
putc
(
cell
[
ptr
],
 
stdout
);

      
break
;

    
case
 
','
:

      
scanf
(
"%d"
,
 
&
cell
[
ptr
]);

      
break
;

    
case
 
'['
:

      
if
 
(
cell
[
ptr
]
 
==
 
(
char
)
0
)
 
{

        
while
 
(
getc
(
prg
)
 
!=
 
']'
)
 
{

        
}

      
}

      
break
;

    
case
 
']'
:

      
if
 
(
cell
[
ptr
]
 
!=
 
(
char
)
0
)
 
{

        
do
 
{

          
fseek
(
prg
,
 
-2
,
 
SEEK_CUR
);

        
}
 
while
 
((
com
 
=
 
getc
(
prg
))
 
!=
 
'['
);

      
}
 
// IF

      
break
;

    
}
 
// SWITCH

  
}
   
// WHILE

  
fclose
(
prg
);

}

```